# ايون انسوتيغي
ايون انسوتيغي  (بالإسبانية: Ion Ansotegi)‏؛ مواليد 13 يوليو 1982 في بيراياتوا، إسبانيا، هو لاعب كرة قدم إسباني يلعب لنادي ريال سوسيداد كمدافع.

## روابط خارجية
- ايون انسوتيغي على موقع قاعدة بيانات كرة القدم.إي يو (الإنجليزية)
- ايون انسوتيغي على موقع Soccerway.com (الإنجليزية)
- ايون انسوتيغي على موقع عالم كرة القدم.نت (الإنجليزية)
- ايون انسوتيغي على موقع كووورة
- ايون انسوتيغي على موقع AS.com (الإسبانية)